# Nosy Valiha (Sofia)
Nosy Valiha is een eiland van Madagaskar in de Straat Mozambique, behorend tot de Indische Oceaan. Het eiland behoort administratief in de regio Sofia en ligt ten zuiden van Nosy Berafia. Het behoort tot de Radama-eilanden.
Nosy Valiha is een privé-eiland en staat bekend om haar populatie kameleons. Ook is er een mangrovebos te vinden. Het eiland is 380 hectare en bevat twee zoetwatermeren. De temperatuur van het water ligt tussen de 26 en 28 graden Celsius in de zomer en varieert tussen de 22 en 24 graden Celsius in de winter.